# River Eden (Medway)
Der River Eden ist ein Wasserlauf in Surrey und Kent in England. Er entsteht nordöstlich von Oxted und fließt in südwestlicher Richtung durch den Ort. Im Südwesten des Ortes wechselt er in eine südliche Richtung, die er südwestlich von Haxted in eine östliche Richtung ändert. Er überquert die Grenze nach Kent und fließt durch Edenbridge. Östlich von Edenbridge weitet sich der Lauf des Eden am Hever Castle zu einem See. Nordöstlich von Chiddingstone wechselt der Eden erneut in eine südliche Richtung und fließt dann zunächst im Westen von Penshurst. Im Südwesten des Ortes wechselt er wiederum auf eine östliche Richtung und mündet im Osten des Ortes in den River Medway.